# Ribeira dos Caldeirões
A Ribeira dos Caldeirões é um curso de água português localizado no concelho do Nordeste, ilha de São Miguel, arquipélago dos Açores.
Este curso de água tem um grande número de afluentes, na sua maioria com início a uma cota de altitude que ronda os 900 metros no Planalto dos Graminhais.
A sua bacia hidrográfica drena além de parte dos contrafortes do Planalto dos Graminhais, parte das encostas da elevação Espigão da Festa. Nesta ribeira encontra-se o Parque Natural dos Caldeirões.
O curso de água desta ribeira que desagua no Oceano Atlântico fá-lo depois de atravessar a aldeia Feteira Pequena na Achada.